# Guntersrieth
Guntersrieth ist ein zu Pommelsbrunn gehörender Ort, der auf einer Hochfläche der Mittleren Frankenalb liegt.

## Lage
Das Dorf ist ein Gemeindeteil der Gemeinde Pommelsbrunn im Landkreis Nürnberger Land (Mittelfranken, Bayern) und liegt in der Gemarkung Arzlohe. Guntersrieth liegt an der Grenze zur Oberpfalz auf den Höhen über Hartmannshof, von dort erreichbar über die Guntersriether Straße oder über die Gemeindeverbindungsstraße Hartmannshof-Waizenfeld über eine Abzweigung (links).

## Ortsname
Die Ortsbezeichnung war im Laufe der Zeit sehr unterschiedlich:
- Gunthartsrivt (im Baierischen Salbuch von etwa 1275)
- Guntersreut (Im Verzeichnis von Gütern und Abgaben der Propstei Hersbruck des Klosters Bergen von ca. 1300)
- Chunharchreut (Im „Böhmischen Salbüchlein“ Kaiser Karls IV. von 1366/68)
- Guntersried (In einer Karte von Paul Pfinzing 1596 vom Amt Hersbruck, Schreibweise bis 1939 gebräuchlich)
- Guntersrieth (heutige Schreibweise)

## Geschichte
In der Guntersriether Flur wurden verschiedene Funde aus der Mittelsteinzeit wie Mikrolithe, Bruchstücke von Steinbeilen und Steinpfeilspitzen angetroffen, die aber keine dauerhafte Besiedelung des Raums belegen. Die Lokalisierung einer Siedlung ganz in der Nähe des Ortes sowie eines Grabes mit Grabbeigaben kündet von Siedlern in der Bronzezeit. Die vermutlich frühmittelalterliche Siedlung geht in ihrem Ursprung wohl auf die Rodung eines „Gunder“ zurück. Um 1300 gab es in „Guntersreut“ laut Urbar der Propstei Hersbruck einen Großhof (curia maior), einen Kleinhof (curia minor) und fünf Huben, welche die Schenken von Reicheneck als ihren Besitz ansahen, was zu wiederholtem Streit mit der Äbtissin von Bergen führte. Im „Böhmischen Salbüchlein“ (1366) wird ein Hof und sechs Huben genannt. Nach dem Landshuter Erbfolgekrieg von 1504/05 gehörte Guntersrieth für drei Jahrhunderte zum Landgebiet der Reichsstadt Nürnberg und wurde in dieser Zeit von dessen Pflegamt Reicheneck verwaltet. Dieses übte die Dorf- und Gemeindeherrschaft über den Ort aus, wohingegen die Hochgerichtsbarkeit in den Zuständigkeitsbereich des Pflegamtes Hersbruck fiel.
Beim Bau der ersten Schule in Hartmannshof haben sich die Guntersriether, auch mit Stiftungen, sehr rege beteiligt. Sie lieferten den Kalk aus ihren Kalköfen, wovon noch heute der Name „Kalkofenäcker“ zeugt. Bereits 1875 bauten die Ortsbewohner eine Trinkwasserzuleitung durch ein neu gebautes Wasserrad im Fallmühltal, das eine Pumpe betrieben hat. Das hochgepumpte Wasser wurde in drei Dorfbrunnen gespeichert und diente auch als Löschwasser. Nach 1952 war auch in Guntersrieth wieder der Gedanke der Gruppenwasserversorgung auf dem wasserarmen Jura geboren worden. Leonhard Hartmann betrieb die Gründung der Heldmannsberg-Gruppe zur Wasserversorgung, die dann aus zwei Tiefbohrungen zehn Orte und zwei größere Talgemeinden mit Trink- und Löschwasser versorgte.

## Baudenkmäler

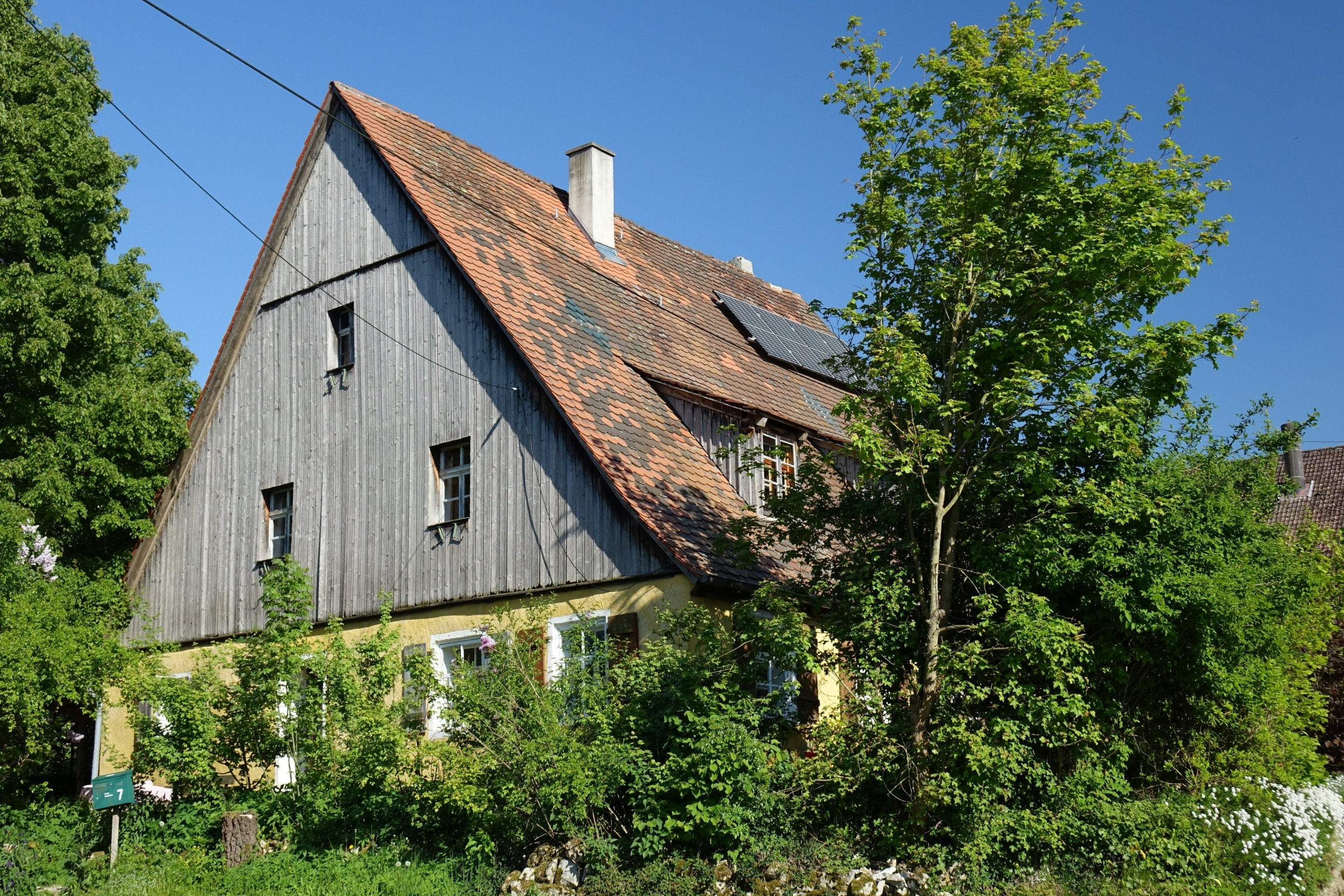
Denkmalgeschütztes ehemaliges Wohnstallhaus